# Route nationale 39 (Inde)
Pour les articles homonymes, voir Route nationale 39.
La Route nationale 39 (en anglais : National Highway 39, sigle NH 39), une route nationale  en Inde qui commence à Jhansi en Uttar Pradesh et se termine à Ranchi au Jharkhand.

## Tracé
La NH 69 traverse, entre-autres, Jhansi, Mauranipur, Nowgaon, Chhatarpur, Barnitha, Panna, Devendranagar, Nagor, Satna, Rampur Baghelan, Gowingarh, Churhat, Sidhi, Rewa, Sidhi, Singrauli, Bargawan, Renukoot, Winhamganj, Garhwa, Daltonganj, Satbarwa, Latehar, Shaktinagar.
Le tronçon de 262 km au Jharkhand part de  Garhwa , croisant la NH-139 à Daltonganj, puis traverse Latehar, croisant la NH-22 à Chandwa, la NH-143A à Lohardaga puis passe par Chanho, Mandar, Ratu, et se termine au boulevard circulaire de Tupudana à Ranchi.